# Tout va bien (film, 2016)
Pour les articles homonymes, voir Tout va bien (homonymie) et Beaucoup de bruit pour rien (homonymie).
Pour plus de détails, voir Fiche technique et Distribution.
Tout va bien (Aquí no ha pasado nada, en anglais : Much Ado About Nothing) est un film dramatique chilien écrit et réalisé par Alejandro Fernández Almendras et sorti en 2016.

## Synopsis
Vicente, un étudiant en vacances d'été à la mer dans la maison de famille, passe ses journées à boire et à flirter. Une nuit, il s'entasse dans une voiture avec de nouveaux amis qui provoquent un accident mortel. Affecté de troubles de mémoire et les autres présentant des témoignages contradictoires, Vicente se retrouve empêtré dans une affaire criminelle et un système corrompu qui protège le conducteur réel, le fils d'un éminent politicien.

## Fiche technique
- Titre original : Aquí no ha pasado nada
- Titre anglais international : Much Ado About Nothingl
- Réalisation : Alejandro Fernández Almendras
- Scénario : Alejandro Fernández Almendras, Jerónimo Rodríguez
- Photographie : Inti Briones
- Montage : Soledad Salfate, Alejandro Fernández Almendras
- Costumes : Francisca Torres
- Production : Augusto Matte, Pedro Fontaine
- Sociétés de production :
- Pays d'origine : Chili
- Langue originale : espagnol
- Format : couleur
- Genre : drame
- Durée : 94 minutes
- Dates de sortie :

## Distribution
- Agustín Silva : Vicente
- Li Fridman :
- Paulina García :
- Luis Gnecco : Gustavo Barría
- Alejandro Goic :
- Daniel Muñoz :
- Augusto Schuster :